# Léa Declercq
Léa Declercq (Croix, 12 maggio 1995) è una calciatrice francese, centrocampista offensivo del Digione.

## Carriera

### Nazionale
Declercq inizia ad essere convocata dalla federazione calcistica della Francia (Fédération Française de Football - FFF) dal 2010, inizialmente per indossare la maglia della formazione Under-17, chiamata dal tecnico Francisco 'Paco' Rubio in occasione della doppia amichevole del 23 e 25 novembre con le pari età dell'Inghilterra, dove va a segno in entrambi gli incontri, e poi, sempre in doppia amichevole con l'Italia nel marzo 2011. Inserita in rosa con la squadra impegnata alle qualificazioni all'edizione 2011 dell'Europeo di categoria, durante il torneo Rubio la impiega in due delle tre partite della seconda fase di qualificazione (fase élite) e, ottenuto l'accesso alla fase finale, nelle due che vedono le francesi superare in semifinale la Germania ai tiri di rigore e arrendersi alla Spagna per 1-0 nella finale del 31 luglio 2011.
Rubio continua a concederle fiducia, chiamandola per la doppia amichevole con la Scozia del 12 e 14 settembre 2011, dove va nuovamente a rete in entrambe le occasioni, convocandola anche per qualificazioni all'Europeo 2012. Declercq condivide con le compagne la progressione della sua nazionale che vede nuovamente superare le due fasi di qualificazione, accedere alla fase finale e, infine, battere prima la Svizzera 5-1 in semifinale, per poi perdere la finale con la Germania, superata ai calci di rigore dopo che l'incontro era terminato sull'1-1 ai tempi regolamentari. Durante la fase di qualificazione su 8 presenze sigla 7 reti delle quali una doppietta a Moldavia e Norvegia.
A torneo terminato c'è l'avvicendamento sulla panchina dell'U-17, con la nazionale affidata ora a Guy Ferrier, al quale viene dato il compito di dirigere la formazione che, grazie al risultato all'Europeo, ottiene l'accesso al Mondiale di Azerbaigian 2012. Ferrier, dopo aver valutato Declercq nella doppia amichevole con la Colombia dell'11 e 13 settembre e dove la centrocampista sigla una doppietta, la inserisce in rosa con la squadra che conquista il suo primo titolo di campione del mondo di categoria. In quell'occasione il tecnico la impiega in tutti i sei incontri disputati, segnando una tripletta al Gambia nell'incontro vinto per 8-0, e apre le marcature nella partita con la Corea del Nord, terminata poi 1-1 nel gruppo B della fase a gironi. Inoltre è la seconda tra le rigoriste designate nella finale dove ritrova la Corea del Nord, decisa ai calci di rigore  dopo che i tempi regolamentari si erano conclusi sul risultato di 1-1. La finale del 13 ottobre 2012 è anche l'ultimo incontro di Declercq in Under-17, che in due anni totalizza complessivamente 28 presenze siglando 17 reti.

## Palmarès

### Nazionale
- Campionato mondiale under 17: 1

2012
- Campionato d'Europa under 19: 1

2013